# Бурдейний Руслан Володимирович
Руслан Володимирович Бурдейний (нар. 29 липня 1980) — український футболіст, нападник.

## Життєпис
Вихованець київського «Динамо». З 1998 по 2000 рік грав в аматорських колективах Київської області. У лютому 2000 року в складі команди «Оріон» (Київ) ставав переможцем Меморіалу Кирсанова. Після цього успіху був запрошений до Білої Церкви, де став гравцем команди другої ліги «Рігонда». Через рік перебрався в «Миколаїв», який виступав у першому дивізіоні.
У 2003 році переїхав до Казахстану, де зіграв три матчі у вищому дивізіоні в складі «Тараза». Взимку 2004 року проходив перегляди в командах чемпіонату Білорусі «Шахтар» (Солігорськ) і ФК «Гомель». З другою командою уклав контракт, але у вищому дивізіоні Білорусі за «Гомель» зіграв всього 2 матчі.
Після повернення в Україну грав лише в командах другого дивізіону.